# Samuel Ramey
Samuel Ramey (Colby, 28 marzo 1942) è un basso statunitense.

## Biografia
Nel 1960 ottiene la maturità alla scuola del suo paese, la Colby High School, e studia musica all'università di Kansas e al collegio di Wichita. Inizia a cantare nel 1963 nel coro del Don Giovanni a Santa Fe. Nel 1972 canta nel National Council Concert al Metropolitan Opera House di New York. Debutta poi nel 1973 nel ruolo di Zuniga nella Carmen di Bizet alla New York City Opera.
Inizia così a farsi strada nel mondo della lirica, cantando ai festival di Aix-en-Provence, Pesaro, Salisburgo, Glyndebourne e nei maggiori teatri europei. Nel 1973 è Andrea Cornaro nell'ultima opera di Donizetti, Caterina Cornaro, con Leyla Gencer, Giuseppe Taddei con la direzione di Alfredo Silipigni al New Jersey Opera.
Nel 1975 è Argante nella prima rappresentazione di Rinaldo al Houston Grand Opera con Marilyn Horne ed Escamillo in Carmen all'Opera di Santa Fe (Nuovo Messico).
Al Glyndebourne Festival Opera nel 1976 è Figaro ne Le nozze di Figaro e nel 1977 Nick Shadow in La carriera di un libertino con Rosalind Elias diretto da Bernard Haitink.
Al San Francisco Opera nel 1978 è Colline ne La bohème con Ileana Cotrubaș, nel 1984 debutta nel ruolo di Count Rodolfo ne La sonnambula con Frederica von Stade, nel 1986 è Figaro ne Le nozze di Figaro con Kiri Te Kanawa, nel 1989 Mefistofele, nel 1990 Don Quichotte di Jules Massenet, nel 1991 Attila e Don Giovanni, nel 1995 Méphistophélès in Faust, nel 1996 Lindorf/Coppélius/Dr. Miracle/Dapertutto ne I racconti di Hoffmann, nel 1999 debutta il ruolo di Her Father in Louise con Renée Fleming, nel 2001 debutta il ruolo di Jacopo Fiesco in Simon Boccanegra con Carol Vaness, nel 2003 canta nel Samuel Ramey in Concert, nel 2008 Boris Godunov e nel 2012 Leone (Pope Leo I) in Attila con Ferruccio Furlanetto.
All'Opera di Chicago nel 1979 è Colline ne La bohème con Neil Shicoff e Leona Mitchell, nel 1984 Argante in Rinaldo con la Horne e la Vaness, nel 1987 Méphistophélès in Faust e Figaro ne Le nozze di Figaro con la von Stade, nel 1988 Don Giovanni con Karita Mattila, nel 1989 Philip II in Don Carlo con Tatiana Troyanos e la Te Kanawa diretto da James Conlon, nel 1991 è Mefistofele con Kristján Jóhannsson, nel 1993 Don Quichotte di Massenet ed Olin Blitch in Susannah di Carlisle Floyd con Jean Kraft e la Fleming, nel 1994 Boris Godunov e Nick Shadow in The Rake's Progress, nel 1997 Zaccaria in Nabucco con Marija Hulehina e tiene un recital (A Date With the Devil).
Al Metropolitan nel 1980 partecipa al concerto Gala of Stars diretto da James Levine.
Nel 1981 è Blitch in Susannah al San Diego Opera.
Per La Scala di Milano nel 1981 è Figaro nella prima rappresentazione di Le nozze di Figaro con la von Stade diretto da Riccardo Muti, nel 1983 canta ne La damnation de Faust diretto da Seiji Ozawa, nel 1985 è Lord Sidney nella prima di Il viaggio a Reims con Cecilia Gasdia, Lucia Valentini Terrani, Katia Ricciarelli, Chris Merritt, Enzo Dara e William Matteuzzi diretto da Claudio Abbado e canta nella Messa di requiem con Montserrat Caballé diretto da Abbado nella Chiesa di San Marco (Milano), nel 1987 tiene un recital, nel 1991 è Attila con Giorgio Zancanaro e Cheryl Studer diretto da Muti, nel 1992 Filippo II nella serata d'inaugurazione della stagione d'opera con Don Carlo con Luciano Pavarotti, Daniela Dessì diretto da Muti, nel 1994 Maometto secondo, tiene un concerto con la Gasdia ed è Raffaele ne La Creazione diretto da Muti, nel 1995 è Mefistofele, tiene un recital ed è Lindorf/Coppèlius/Miracle/Dapertutto nella prima di Les contes d'Hoffmann con Natalie Dessay e Denyce Graves diretto da Riccardo Chailly, nel 1996 canta con Mirella Freni nel concerto straordinario per il 50º anniversario della ricostruita sala del teatro diretto da Muti in diretta televisiva e in Eurovisione dalla Rai, nel 1997 è Méphistophélès nella prima di Faust e nel 2003 tiene un recital al Teatro degli Arcimboldi.
Al Rossini Opera Festival nel 1981 è Mustafà ne L'italiana in Algeri con Sesto Bruscantini, nel 1982 canta Edipo a Colono diretto da Claudio Scimone e Stabat Mater con la Dessì, nel 1983 Duglas ne La donna del lago con la Ricciarelli e la Valentini Terrani ed è Selim ne Il turco in Italia e Stabat Mater, nel 1984 Lord Sidney ne Il viaggio a Reims con la Gasdia, la Valentini Terrani, la Ricciarelli, Dara, Leo Nucci, Bernadette Manca di Nissa e Matteuzzi diretto da Claudio Abbado e Missa solemnis in do minore K 139 diretto da Claudio Abbado, nel 1985 Maometto secondo e nel 1989 Il Podestà ne La gazza ladra. E proprio nell'agosto del 1989 gli viene conferito il Premio lirico internazionale Tiberini d'oro dall'Associazione Musicale Mario Tiberini.
Al Wiener Staatsoper nel giugno 1981 debutta come Figaro ne Le nozze di Figaro e successivamente Escamillo in Carmen ed in settembre come Don Giovanni con Edda Moser, nel 1988 è Lord Sidney ne Il viaggio a Reims con la Gasdia, la Valentini Terrani, Montserrat Caballé, Merritt, Dara e Ramón Vargas diretto da Claudio Abbado, nel 1990 Méphistophélès in Faust, nel 1995 Roger in Jérusalem con José Carreras diretto da Zubin Mehta, nel 1996 Filippo II in Don Carlo diretto da Fabio Luisi, nel 1997 Mefistofele diretto da Muti, nel 1999 Lindorf/Coppélius/Miracle/Dapertutto in Les Contes d'Hoffmann e nel 2005 Baron Scarpia in Tosca.
Al Royal Opera House, Covent Garden debutta nel 1982 come Figaro ne Le nozze di Figaro, nel 1983 Don Giovanni con la Te Kanawa, nel 1985 Don Basilio ne Il barbiere di Siviglia, nel 1986 Méphistophélès in Faust, Assur in Semiramide con Merritt, June Anderson e la Horne e Lindorf/Coppélius/Miracle/Dapertutto in Les contes d'Hoffmann, nel 1989 Philip II in Don Carlo con la Ricciarelli ed Agnes Baltsa, nel 1991 Baron Scarpia in Tosca con Hildegard Behrens, nel 1993 Méphistophélès ne La damnation de Faust diretto da Colin Davis ed Attila, nel 1996 Zaccaria in Nabucco e nel 1998 Mefistofele.
Per il Gran Teatro La Fenice di Venezia nel 1984 è Mustafà ne L'Italiana in Algeri con la Horne, nel 1986 è Attila, nel 1987 tiene un recital, nel 1991 è Filippo II in Don Carlo diretto da Daniel Oren e canta nella Messa di requiem (Verdi) con la Vaness nel Cortile di Palazzo Ducale, nel 1992 tiene un recital, nel 1993 è Mefistofele in Faust con Merritt e Luciana Serra e nel 1995 tiene un recital.
Al Metropolitan Opera House nel 1984 Ramey debutta nel ruolo di Argante, nel Rinaldo di Georg Friedrich Händel con la Horne, nel 1986 è Giorgio ne I puritani con Joan Sutherland e Sherrill Milnes, nel 1987 Escamillo in Carmen con la Baltsa, Carreras e la Mitchell diretto da Levine, nel 1988 Banquo in Macbeth, nel 1989 Bluebeard in Bluebeard's Castle di Béla Bartók con Jessye Norman, nel 1990 Don Giovanni con la Vaness, la Mattila, Furlanetto e Dawn Upshaw diretto da Levine, Don Basilio ne Il barbiere di Siviglia (Rossini) con Kathleen Battle ed Assur in Semiramide (Rossini), nel 1991 Méphistophélès in Faust e Figaro ne Le nozze di Figaro, nel 1992 Philip II in Don Carlo con Nucci e Lindorf/Coppèlius/Miracle/Dapertutto in Les contes d'Hoffmann con Plácido Domingo, nel 1993 Pagano ne I Lombardi alla prima crociata con Pavarotti, nel 1996 canta nel Requiem (Verdi) con Pavarotti, nel 1997 Nick Shadow in The Rake's Progress con Denyce Graves e Boris Godunov diretto da Valerij Abisalovič Gergiev, nel 1999 Rev. Olin Blitch in Susannah di Floyd e Mefistofele, nel 2001 Mustafà ne L'Italiana in Algeri con Jennifer Larmore e Zaccaria in Nabucco con Juan Pons, nel 2002 Field Marshal Kutuzov nella prima mondiale di War and Peace di Sergej Sergeevič Prokof'ev con Anna Jur'evna Netrebko, nel 2004 Scarpia in Tosca e Giovanni da Procida ne I vespri siciliani, nel 2006 Padre Guardiano ne La forza del destino con Salvatore Licitra, nel 2008 Rambaldo ne La rondine con Angela Gheorghiu, nel 2009 Timur in Turandot e nel 2010 Attila con Vargas diretto da Muti. Fino al 2011 Ramey ha cantato in 315 rappresentazioni del Metropolitan.
Successivamente al debutto al Met canterà nei maggiori teatri del mondo.
Nel 1987 è Don Giovanni nella ripresa nel Großes Festspielhaus di Salisburgo di "Il dissoluto punito ossia Il Don Giovanni" diretto da Herbert von Karajan con Anna Tomowa-Sintow, la Battle e Furlanetto.
Al Grand Théâtre di Ginevra nel 1988 è Philippe II in Don Carlos con Shicoff, la Baltsa e Barbara Bonney, tiene un recital ed è Mefistofele, nel 1992 è Attila, nel 1993 Boris Godunov e tiene un recital con musiche di Haendel, Mozart, Berlioz, Gounod, Boito, Copland e Porter, nel 1995 Méphistophélès in Faust e nel 2000 Olin Blitch in Susannah.
Al Teatro Comunale di Firenze nel 1989 è Mefistofele con la Dessì diretto da Bruno Bartoletti ripreso dalla Rai.
Ancora al Houston Grand Opera nel 1992 è Mefistofele, nel 1995 è Attila, nel 1996 Olin Blitch in Susannah, nel 2000 Zaccaria in Nabucco, nel 2001 Phillip II in Don Carlo, nel 2005 Boris Godunov e nel 2007 Faust.
All'Opéra national de Paris nel 1995 è Zaccaria in Nabucco, nel 1996 Méphistophélès in Faust, nel 1997 Méphistophélès ne La damnation de Faust, nel 1998 Filippo II in Don Carlo diretto da Conlon, nel 2000 Lindorf/Coppélius/Docteur Miracle/Dapertutto in Les contes d'Hoffmann con la Dessay ed Andrea Rost, nel 2001 è Attila, nel 2005 Boris Godounov, nel 2007 Barone Scarpia in Tosca e nel 2008 Basilio ne Il barbiere di Siviglia (Rossini).
Nell'estate 2003 ha interpretato Zaccaria in Nabucco all'Arena di Verona.
Ha interpretato il ruolo del barone Scarpia il temibile capo della polizia dell'opera "Tosca" di Puccini nel 2004 al Metropolitan di NY diretto da James Levine nell'ultima esibizione del tenore Luciano Pavarotti nel teatro Americano.
Al Teatro dell'Opera di Roma nel 2007 è Zaccaria in Nabucco con Andrea Gruber.
Nel 2011 è Méphistophélès ne La Damnation de Faust all'Opéra di Nizza e Timur in Turandot al Lyric Opera of Kansas City (Missouri).
Nel 2012 è The Grand Inquisitor in Don Carlos allo Houston Grand Opera e Don Basilio ne Il barbiere di Siviglia alla New Orleans Opera.
Nel 2013 è Bluebeard in Bluebeard's Castle di Bartók all'Opera Omaha.
Nel 2019 è il Principe Gremin in Eugenio Onegin all'Opera Santa Barbara.

## Discografia
| Anno | Titolo Ruolo                                                   | Cast | Direttore             | Etichetta             |
| ---- | -------------------------------------------------------------- | --- | --------------------- | --------------------- |
| 1976 | I due Foscari Jacopo Loredano                                  | Piero Cappuccilli, José Carreras, Katia Ricciarelli                                                       | Lamberto Gardelli     | Philips Records       |
|      | Tosca Cesare Angelotti                                         | Montserrat Caballé, José Carreras, Ingvar Wixell                                                          | Colin Davis           | Philips Records       |
|      | Lucia di Lammermoor Raimondo Bidebent                          | Montserrat Caballé, José Carreras, Vicente Sardinero                                                      | Jesus Lopez Cobos     | Philips Records       |
| 1978 | Otello Elmiro                                                  | José Carreras, Frederica von Stade, Salvatore Fisichella                                                  | Jesus Lopez Cobos     | Philips Records       |
|      | Armida Idreno                                                  | Jessye Norman, Claes H. Ahnsjo, Norma Burrowes                                                            | Antal Doráti          | Philips Records       |
|      | Rigoletto Monterone, Sparafucile                               | Sherrill Milnes, Beverly Sills, Alfredo Kraus                                                             | Julius Rudel          | EMI                   |
| 1980 | L'italiana in Algeri Mustafà                                   | Marilyn Horne, Ernesto Palacio, Domenico Trimarchi                                                        | Claudio Scimone       | Erato                 |
| 1981 | Le nozze di Figaro Figaro                                      | Lucia Poppová, Kiri Te Kanawa, Frederica Von Stade                                                        | Georg Solti           | Decca                 |
|      | Il turco in Italia Selim                                       | Montserrat Caballé, Enzo Dara, Ernesto Palacio                                                            | Riccardo Chailly      | Fonit Cetra           |
| 1982 | I masnadieri Massimiliano Moor                                 | Franco Bonisolli, Joan Sutherland, Matteo Manuguerra                                                      | Richard Bonynge       | Decca Records         |
|      | Il barbiere di Siviglia Don Basilio                            | Leo Nucci, Paolo Barbacini, Marilyn Horne                                                                 | Riccardo Chailly      | Sony                  |
| 1983 | Maometto secondo                                               | June Anderson, Ernesto Palacio, Margarita Zimmermann                                                      | Claudio Scimone       | Philips Records/Decca |
|      | La carriera di un libertino Nick Shadow                        | Philip Langridge, Cathryn Pope, Stafford Dean                                                             | Riccardo Chailly      | Decca                 |
|      | La donna del lago Douglas d'Angus                              | Katia Riccirelli, Lucia Valentini Terrani, Dalmacio Gonzales                                              | Maurizio Pollini      | RCA                   |
| 1984 | Norma Oroveso                                                  | Joan Sutherland, Luciano Pavarotti, Montserrat Caballé                                                    | Richard Bonynge       | Decca                 |
|      | Il viaggio a Reims Lord Sydney                                 | Katia Ricciarelli, Cecilia Gasdia, Leo Nucci, Ruggero Raimondi, Lucia Valentini Terrani, Francesco Araiza | Claudio Abbado        | Deutsche Grammophon   |
| 1985 | Don Giovanni                                                   | Agnes Baltsa, Kathleen Battle, Ferruccio Furlanetto                                                       | Herbert von Karajan   | Deutsche Grammophon   |
| 1986 | Rodelinda Garibaldo                                            | Joan Sutherland, Alicia Nafé, Huguette Tourangeau                                                         | Richard Bonynge       | Decca                 |
| 1987 | La Gioconda Alvise Badoéro                                     | Éva Marton, Giorgio Casellato-Lamberti, Sherrill Milnes                                                   | Giuseppe Patanè       | Sony                  |
|      | Macbeth Banco                                                  | Leo Nucci, Shirley Verrett, Veriano Luchetti                                                              | Riccardo Chailly      | Decca                 |
|      | Anna Bolena Enrico VIII                                        | Joan Sutherland, Susanne Mentzer, Jerry Hadley                                                            | Richard Bonynge       | Decca                 |
| 1988 | Mefistofele                                                    | Plácido Domingo, Eva Marton                                                                               | Giuseppe Patanè       | Sony                  |
| 1989 | I racconti di Hoffmann Lindorf, Coppelius, Dapertutto, Miracle | Francisco Araiza, Cheryl Studer, Jessye Norman                                                            | Jeffrey Tate          | Philips Records       |
|      | Il flauto magico Sarastro                                      | Cheryl Studer, Francisco Araiza, Kiri te Kanawa                                                           | Neville Marriner      | Philips Records       |
|      | Attila                                                         | Giorgio Zancanaro, Cheryl Studer, Neil Shicoff                                                            | Riccardo Muti         | EMI                   |
| 1990 | Aida Ramfis                                                    | Aprile Millo, Plácido Domingo, Dolora Zajick                                                              | James Levine          | Sony                  |
|      | Tosca Barone Scarpia                                           | Mirella Freni, Placido Domingo, Bryn Terfel                                                               | Giuseppe Sinopoli     | Deutsche Grammophon   |
|      | Don Giovanni Leporello                                         | William Shimmel, Cheryl Studer, Carol Vaness                                                              | Riccardo Muti         | EMI                   |
|      | Semele Cadmo, Sonno                                            | Kathleen Battle, Marilyn Horne, John Aler                                                                 | John Nelson           | Deutsche Grammophon   |
|      | Lucia di Lammermoor Raimondo Bidebent                          | Cheryl Studer, Placido Domingo, Juan Pons                                                                 | Ion Marin             | Deutsche Grammophon   |
| 1991 | Cherubin Le Philosophe                                         | June Anderson, Frederica von Stade, Dawn Upshaw                                                           | Pincha Steinberg      | RCA                   |
|      | Il signor Bruschino Gaudenzio                                  | Frank Lopardo, Claudio Dedseri, Kathleen Battle                                                           | Ion Marin             | Deutsche Grammophon   |
| 1992 | Don Carlo Il Grande Inquisitore                                | Michael Sylvester, Aprile Millo, Ferruccio Furlanetto                                                     | James Levine          | Sony                  |
|      | Semiramide Assur                                               | Cheryl Studer, Jennifer Larmore, Frank Lopardo                                                            | Ion Marin             | Deutsche Grammophon   |
|      | On the town Pitkin, Firs Workman, Announcer,                   | Frederica Von Stade, Evelyn Lear                                                                          | Michael Tilson Thomas | Deutsche Grammophon   |
|      | Il viaggio a Reims Lord Sidney                                 | Cheryl Studer, Luciana Serra, Sylvia McNair, Ruggero Raimondi, Enzo Dara                                  | Claudio Abbado        | Sony                  |
| 1993 | Il barbiere di Siviglia Don Basilio                            | Thomas Hampson, Jerry Hadley, Susanne Mentzer                                                             | Gianluigi Gelmetti    | EMi                   |
|      | Il barbiere di Siviglia Don Basilio                            | Hakan Hagegard, Jennifer Larmore, Raul Gimenez                                                            | Jesus Lopez Cobos     | Teldec                |
|      | Faust Mephistofeles                                            | Jerry Hadley, Cecilia Gasdia, Alexandru Agache,                                                           | Carlo Rizzi           | Teldec                |
|      | Boris Godunov Pimen                                            | Anatoly Kotcherga, Olga Borodina, Sergej Larin                                                            | Claudio Abbado        | Sony                  |
|      | Hamlet Claudius                                                | Thomas Hampson, June Anderson, Gregory Kunde                                                              | Antonio de Almeida    | EMI                   |
| 1994 | Susannah Olin Blitch                                           | Cheryl Studer, Jerry Hadley, Kenn Chester                                                                 | Kent Nagano           | Virgin Classics       |
| 1995 | La bohème Colline                                              | Roberto Alagna, Leontina Vaduva, Thomas Hampson                                                           | Antonio Pappano       | EMI                   |
|      | Carmen Escamillo                                               | Jennifer Larmore, Thomas Moser, Angela Gheorghiu                                                          | Giuseppe Sinopoli     | Teldec                |
|      | Elektra Orest                                                  | Debora Voight, Alessandra Marc, Siegfried Jerusalem                                                       | Giuseppe Sinopoli     | Deutsche Grammophon   |
| 1996 | I Lombardi alla prima crociata Pagano                          | Luciano Pavarotti, June Anderson, Richard Leech                                                           | James Levine          | Decca                 |
|      | Oberto, Conte di San Bonifacio Oberto                          | Marija Hulehina, Stuart Neill, Violeta Urmana                                                             | Neville Marriner      | Philips Records/Decca |
| 1997 | Candide Dottor Pangloss, l'esperto di scemologia               | Jerry Hadley, Renée Fleming, Frederica von Stade, Marilyn Horne, Elizabeth Futral, Duane Croft            | Paul Gemignani        |                       |

## DVD & BLU-RAY parziale
| Anno | Titolo Ruolo                            | Cast                                                      | Direttore           | Etichetta           |
| ---- | --------------------------------------- | --------------------------------------------------------- | ------------------- | ------------------- |
| 1975 | La carriera di un libertino Nick Shadow | Leo Goeke, Felicity Lott, Rosalind Elias                  | Bernard Haitink     | Arthaus             |
| 1987 | Don Giovanni                            | Ferruccio Furlanetto, Kathleen Battle, Anna Tomowa-Sintow | Herbert von Karajan | Sony Classical      |
|      | Carmen Escamillo                        | Agnes Baltsa, José Carreras, Leona Mitchell               | James Levine        | Deutsche Grammophon |
|      | Macbeth Banco                           | Leo Nucci, Shirley Verrett, Veriano Luchetti              | Riccardo Chailly    | Deutsche Grammophon |
| 1989 | Mefistofele                             | Dennis O'Neill, Gabriela Beňačková                        | Maurizio Arena      | Kultur              |
| 1990 | Semiramide Assur                        | June Anderson, Marilyn Horne, Stanford Olsen              | James Conlon        | Arthaus             |
| 1991 | Attila                                  | Cheryl Studer, Giorgio Zancanaro, Kaludi Kaludov          | Riccardo Muti       | Opus Arte           |
| 1992 | Don Carlo Filippo II                    | Luciano Pavarotti, Daniela Dessì, Paolo Coni              | Riccardo Muti       | EMI                 |
| 2002 | Nabucco Zaccaria                        | Juan Pons, Marija Hulehina, Wendy White                   | James Levine        | Deutsche Grammophon |
| 2007 | Manon Comte Des Grieux                  | Natalie Dessay, Rolando Villazón                          | Victor Pablo Perez  | Virgin Classics     |
| 2008 | La rondine Rambaldo Fernandez           | Roberto Alagna, Angela Gheorghiu                          | Marco Armiliato     | EMI                 |

## Repertorio
| Ruolo                                | Titolo                         | Autore      |
| ------------------------------------ | ------------------------------ | ----------- |
| Barbablù                             | Il castello di Barbablù        | Bartók      |
| Oroveso                              | Norma                          | Bellini     |
| Sir Giorgio                          | I puritani                     | Bellini     |
| Méphistophélès                       | La damnation de Faust          | Berlioz     |
| Escamillo Zuniga                     | Carmen                         | Bizet       |
| Mefistofele                          | Mefistofele                    | Boito       |
| John Claggart                        | Billy Budd                     | Britten     |
| Principe Gremin                      | Eugene Onegin                  | Čajkovskij  |
| Le père                              | Louise                         | Charpentier |
| Enrico VIII                          | Anna Bolena                    | Donizetti   |
| Raimondo Bidebent                    | Lucia di Lammermoor            | Donizetti   |
| Andrea Cornaro                       | Caterina Cornaro               | Donizetti   |
| Olin                                 | Susannah                       | Floyd       |
| Méphistophélès                       | Faust                          | Gounod      |
| Argante                              | Rinaldo                        | Händel      |
| Garibaldo                            | Rodelinda                      | Händel      |
| Il Re di Scozia                      | Ariodante                      | Händel      |
| Cadmus Somnus                        | Semele                         | Händel      |
| Idreno                               | Armida                         | Haydn       |
| Le Comte Des Grieux                  | Manon                          | Massenet    |
| Le Comte                             | Chérubin                       | Massenet    |
| Don Quichotte                        | Don Quichotte                  | Massenet    |
| Bertram                              | Robert le Diable               | Meyerbeer   |
| Figaro                               | Le nozze di Figaro             | Mozart      |
| Don Giovanni Leporello               | Don Giovanni                   | Mozart      |
| Sarastro                             | Die Zauberflöte                | Mozart      |
| Boris Godunov Pimen                  | Boris Godunov                  | Musorgskij  |
| Coppelius Dapertutto Lindorf Miracle | I racconti di Hoffmann         | Offenbach   |
| Alvise Badoero                       | La Gioconda                    | Ponchielli  |
| Kutuzov                              | Guerra e pace                  | Prokof'ev   |
| Colline                              | La bohème                      | Puccini     |
| Barone Scarpia Cesare Angelotti      | Tosca                          | Puccini     |
| Rambaldo                             | La rondine                     | Puccini     |
| Timur                                | Turandot                       | Puccini     |
| Gaudenzio                            | Il signor Bruschino            | Rossini     |
| Mustafà                              | L'italiana in Algeri           | Rossini     |
| Selim                                | Il turco in Italia             | Rossini     |
| Don Basilio                          | Il barbiere di Siviglia        | Rossini     |
| Elmiro                               | Otello                         | Rossini     |
| Podestà Gottardo                     | La gazza ladra                 | Rossini     |
| Douglas d'Angus                      | La donna del lago              | Rossini     |
| Maometto secondo                     | Maometto secondo               | Rossini     |
| Assur                                | Semiramide                     | Rossini     |
| Lord Sidney                          | Il viaggio a Reims             | Rossini     |
| Moïse                                | Moïse et Pharaon               | Rossini     |
| Le Gouverneur                        | Il Conte Ory                   | Rossini     |
| Un vecchio ebreo                     | Samson et Dalila               | Saint-Saëns |
| Orest                                | Elektra                        | Strauss     |
| Nick Shadow                          | La carriera di un libertino    | Stravinskij |
| Claudius                             | Hamlet                         | Thomas      |
| Oberto                               | Oberto, Conte di San Bonifacio | Verdi       |
| Zaccaria                             | Nabucco                        | Verdi       |
| Pagano                               | I Lombardi alla prima crociata | Verdi       |
| Jacopo Loredano                      | I due Foscari                  | Verdi       |
| Attila Leone                         | Attila                         | Verdi       |
| Banco                                | Macbeth                        | Verdi       |
| Massimiliano Moor                    | I masnadieri                   | Verdi       |
| Comte de Toulouse                    | Jérusalem                      | Verdi       |
| Wurm                                 | Luisa Miller                   | Verdi       |
| Monterone Sparafucile                | Rigoletto                      | Verdi       |
| Padre Guardiano                      | La forza del destino           | Verdi       |
| Filippo II Il Grande Inquisitore     | Don Carlo                      | Verdi       |
| Ramfis                               | Aida                           | Verdi       |